# Tmarus punctatus
Tmarus punctatus là một loài nhện trong họ Thomisidae.
Loài này thuộc chi Tmarus. Tmarus punctatus được Hercule Nicolet miêu tả năm 1849.